# Neptunus (1674)
Neptunus var ett mindre örlogsskepp som byggdes på Bodekulls skeppsgård på Boön 1674 och var bestyckat med 44 kanoner. Besättningen uppgick till 400 man. Neptunus ingick i Svenska flottans första eskader i slaget vid Ölands södra udde den 1 juni 1676 och när hon skyndade till regalskeppet Svärdets undsättning blev hon tillfångatagen av det holländska skeppet Gideon och fick stryka flagg. Neptunus hamnade sedan i dansk tjänst och sjönk sedermera i Göteborgs norra skärgård.